# Cirque Du Soleil Paramour
Cirque Du Soleil Paramour ist ein Musical des Cirque du Soleil. Die Uraufführung des Musicals feierte am 25. Mai 2016 auf dem  Broadway Premiere. Die Europapremiere fand im April 2019 in Hamburg statt.

## Handlung
Das Musical spielt während der „goldene Ära“ Hollywoods: Der ehrgeizige sowie charismatische Regisseur AJ Golden sucht für seinen nächsten Kinohit ein neues Talent. Diese findet er in der schönen sowie ehrgeizigen Schauspielerin Indigo. Er verliebt sich in sie. Doch Indigo hegt nicht nur Gefühle für AJ, sondern auch für den jungen Pianist Joey, der den Titelsong für den Film schreibt. So muss sich Indigo im Verlauf des Musicals zwischen Liebe und Erfolg entscheiden.

## Musik
Die Musik zu Paramour stammt von Guy Dubuc und Marc Lessard, die auch für weitere Cirque-du-Soleil-Shows (z. B. Totem, Kurios und Amaluna) die Musik schrieben. Die kanadischen Komponisten sind auch unter ihrem Künstlernamen Bob & Bill bekannt. Nebst den beiden Songwriters schrieb der schwedische Komponist Andreas Carlsson zusätzliche Musik und Liedtexte zu Paramour. Der Soundtrack wurde in den Vereinigten Staaten digital am 16. August 2016 veröffentlicht.

## Titelliste
| Erster Akt - „Hollywoods Pracht“ - „Hollywoods Pracht – Reprise“ - „Gefahr in Rot“ - „Ist da mehr“ - „Kleinstadtmädchen“ - „Die Muse“ - „Serenade am Fenster“ - „Mit dem Ruhm verlobt“ - „Wen soll ich wählen – Teil 1“ - „Wen soll ich wählen – Teil 2“ | Zweiter Akt - „Geliebter Paramour (engl. Precious Paramour)“ - „Herzensknoten“ - „Das Ende vom Lied?“ - „Alles“ - „Kleinstadtjunge, Kleinstadtmädchen – Reprise 1“ - „Kleinstadtmädchen – Reprise 2“ |

## Inszenierung
Vereinigte Staaten
Die Preview-Shows von Paramour begannen am 16. April 2016 im Lyric Theatre am Broadway. Die offizielle Premiere fand am 25. Mai 2016 statt. Die Hauptrolle der Indigo verkörperte Ruby Lewis. In den Vorpremieren hatte Paramour einen guten Start hingelegt und spielte in den ersten sechs Shows über 1 Million US-Dollar ein. Die Show wurde von dem französischen Regisseur und Choreografen Philippe Decouflé geleitet, der auch der Regisseur der Cirque du Soleil-Show Iris war.
Dernière war der 16. April 2017 nach 31 Vorpremieren und 366 Vorstellungen. Trotz durchschnittlicher Kassenumsätze soll Cirque 23 Millionen US-Dollar gezahlt haben, um seinen Vertrag vorzeitig zu kündigen, um das Theater zu räumen und die notwendigen Renovierungsarbeiten für den Nachfolger, Harry Potter und das verwunschene Kind, zu ermöglichen.
Deutschland
Im Mai 2018 gab Stage Entertainment Germany bekannt, dass das erste Cirque-du-Soleil-Musical Paramour als Nachfolger von Aladdin in die Neue Flora, Hamburg, kommen wird. Das Broadway-Musical feierte somit am 14. April 2019 die Europapremiere in Hamburg. Die Hauptrollen wurden mit Pasquale Aleardi, Vajèn van den Bosch und Anton Zetterholm besetzt. Am 14. Juli 2019 verließ Aleardi das Musical, um sich seiner Fernsehkarriere widmen zu können. Sein Nachfolger wurde Gian Marco Schiaretti, der die Rolle von Juli 2019 bis Januar 2020 verkörperte. Von Januar bis März 2020 wurde die Rolle des AJ Golden von Tobias Licht übernommen. Im Mai 2019 wurde bekannt, dass van den Bosch das Musical ebenfalls verlässt und ihre Rolle von Ann Sophie übernommen wird. Ab November 2019 übernahm Judith Caspari die Cover-Rollen von Indigo und Gina.
Ursprünglich war geplant das Musical bis zum 13. September 2020 aufzuführen, aufgrund der COVID-19-Pandemie wurde die Show jedoch am 12. März 2020 eingestellt.

## Besetzung
| Charakter | Original Broadway Cast | Original Hamburg Cast |
| --------- | ---------------------- | --------------------- |
| AJ Golden | Jeremy Kushnier        | Pasquale Aleardi      |
| Indigo    | Ruby Lewis             | Vajèn van den Bosch   |
| Joey      | Ryan Vona              | Anton Zetterholm      |
| Gina      | Sarah Meahl            | Laura Panzeri         |
| Robbie    | Bret Shuford           | Patrick Stamme        |

## Aufführungen
| Land               | Aufführungsort | Premiere       | Derniere       | Theater       |
| ------------------ | -------------- | -------------- | -------------- | ------------- |
| Vereinigte Staaten | Broadway       | 25. Mai 2016   | 16. April 2017 | Lyric Theatre |
| Deutschland        | Hamburg        | 14. April 2019 | 12. März 2020  | Neue Flora    |